# Pangrapta argyrographa
Pangrapta argyrographa là một loài bướm đêm trong họ Erebidae.